# ザンベジ州
ザンベジ州（英: Zambezi Region）は、ナミビアの州。南にボツワナ、北にアンゴラとザンビアが接する。州都はカティマ・ムリロ。後述のように、2013年8月8日にそれまでのカプリビ州から改称された。州名は国境を流れるザンベジ川にちなむ。

## 地理
ナミビア北東部における東西400キロほどの帯状の地帯を、カプリビ回廊といい、その東側の主な部分がザンベジ州である。

## 歴史
1890年に、ドイツが「カプリビ」にあたる地域をイギリスと交渉して手に入れた。ドイツはヘルゴランド＝ザンジバル条約によって手に入れた「カプリビ」をドイツ領南西アフリカに併合した。1914年に起きた第一次世界大戦の結果、カプリビを含むドイツ領南西アフリカは南アフリカ連邦領となった。1972年3月、南アフリカが東カプリビを設置し、1976年3月に東カプリビ自治国（翌月、ロジ自治国に改称）が成立。しかし1984年7月に廃止され、南アフリカの直接統治下に置かれた。1989年5月、南アフリカから国連ナミビア独立移行支援グループに移管。1990年3月のナミビア独立で、同国領となった。2002年10月7日には、カプリビ・アフリカ人国民連合 (CANU) がロジ人の居住地域を「イテンゲ自由国」として独立を宣言した。
ザンベジ州には9万人以上が住んでおり、これはナミビアの人口の4パーセントにあたる。そのうちの約1.7万人は少数民族のロジ人で、周辺国に住むロジ人をあわせると55万6000人と推定されている。ロジ人はカプリビと国境を隔てたザンビア西部、ジンバブエ北西部 (70,000) 、ボツワナ北部 (14,000) 等に分散している。
このような背景から、少数民族のロジ人とナミビア北部で多数派のオバンボ人の間で民族間の緊張が生じている。衝突が発生し、1994年にはカプリビ自由戦線が結成され、カプリビに住むロジ人の自治区を求めている。1999年にはカプリビ解放軍 (Caprivi Liberation Army) と呼ばれる分離主義者集団がカティマ・ムリロ付近を襲撃したが、保安部隊の報復を恐れてボツワナ方面に退去している。また、南アフリカがカプリビに東カプリビというバントゥースタンを設置し、便宜的に「自治国」として独立させ、その「自治国」が現地とは無関係の事情で消滅させられたことも問題を複雑にしている。
2013年8月、ナミビア選挙管理委員会の第四次選挙区画定委員会の勧告に基づき、ナミビアの地図から植民地主義者の名前を抹消するという方針のもと、カプリビ州はザンベジ州に改称された。州名の案にはこのほかイヤンベジ、リンヤンディ、イテンゲなどがあった。同州の町であるシュックマンスブルフも同様の方針から、ルホノノに改称された。
しかし、改称に異論がなかったわけではない。カプリビ州の関連団体は選挙区画定委員会の職掌や選挙区の区割りの変更のみならず、改称にも懸念を表明する声明を発表した。カプリビ・アフリカ国民連合 (CANU) のロバート・シリロ幹事長は、改称はカプリビのアイデンティティと歴史を希薄化させる契機になるおそれがあると述べた。